# Роберто Чальє
Роберто Чальє (ісп. Roberto Challe, 24 листопада 1946, Ліма — 10 вересня 2024, там само) — перуанський футболіст, що грав на позиції півзахисника. По завершенні ігрової кар'єри — тренер.
Виступав, зокрема, за «Універсітаріо де Депортес» та «Дефенсор Ліма», а також національну збірну Перу. Згодом працював з цими ж командами і як головний тренер.

## Клубна кар'єра
У дорослому футболі дебютував 1964 року виступами за команду «Сентро Ікеньйо», в якій провів два роки. Своєю грою за цю команду привернув увагу представників тренерського штабу клубу «Універсітаріо де Депортес», до складу якого приєднався 1966 року. Відіграв за команду з Ліми наступні п'ять сезонів своєї ігрової кар'єри і виграв чемпіонат Перу в 1966, 1967 та 1969 роках.

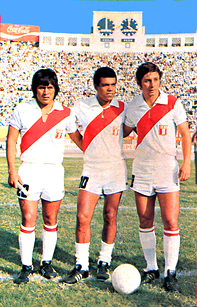
Уго Сотіль, Теофіло Кубільяс і Роберто Чальє у складі збірної Перу на Національному стадіоні в 1973 році.

Згодом з 1971 року грав у складі команди «Дефенсор Ліма». З цим клубом він знову став чемпіоном Перу в 1973 році. Цей чемпіонський титул став першим і єдиним в історії клубу. В подальшому також грав за «Спорт Бойз», «Спортінг Крістал», а 1977 року повернувся в «Універсітаріо де Депортес». Виступаючи за цю команду через напад на арбітра Чальє отримав однорічну дискваліфікацію і змушений був 1978 рік провести за кордоном, виступаючи за еквадорський «Універсідад Католіка» (Кіто). По закінченню дискваліфікації Роберто повернувся в «Універсітаріо», де і завершив ігрову кар'єру у 1980 році.

## Виступи за збірну
28 липня 1967 року дебютував в офіційних матчах у складі національної збірної Перу в товариському поєдинку з Уругваєм (0:1).
У складі збірної був учасником чемпіонату світу 1970 року у Мексиці. У цьому турнірі він зіграв у всіх трьох матчах групового етапу, а також у програному чвертьфіналі проти майбутніх переможців турніру збірної Бразилії (2:4). В грі проти Марокко (3:0) Чальє забив гол.
Загалом протягом кар'єри у національній команді, яка тривала 7 років, провів у її формі 48 матчів, забивши 4 голи.

## Кар'єра тренера
Розпочав тренерську кар'єру, очоливши тренерський штаб клубу «Хуан Ауріч», після чого працював ще з кількома місцевими командами.
У 1984 році увійшов до тренерського штабу Мойсеса Барака у збірній Перу, після звільнення якого 1985 року став головним тренером збірної Перу. Під керівництвом Чальє перуанці вийшли в плей-оф кваліфікації на чемпіонат світу 1986 року, але там програли Чилі (2:4, 0:1) і не кваліфікувались на мундіаль, після чого Чальє покинув посаду.
Згодом очолював тренерський штаб низки перуанських клубів, а найбільших успіхів досяг тренуючи «Універсітаріо де Депортес», з яким 1999 та 2000 року виграв чемпіонат Перу, та  «Дефенсор Ліма», яку привів до перемоги у другому перуанському дивізіоні в 1988 році.

## Титули і досягнення

### Як гравець
- Чемпіон Перу (4):

«Універсітаріо де Депортес»: 1966, 1967, 1969
«Дефенсор Ліма»: 1973

### Як тренер
- Чемпіон Перу (2):

«Універсітаріо де Депортес»: 1999, 2000